# Igor Słujew
Igor Dienisowicz Słujew (ros. Игорь Денисович Слуев; ur. 29 sierpnia 1999) – rosyjski snowboardzista, specjalizujący się w konkurencjach równoległych.

## Kariera
Po raz pierwszy na arenie międzynarodowej pojawił się w 2015 roku, startując na olimpijskim festiwalu młodzieży Europy w Vorarlbergu. Zajął tam 33. miejsce w snowcrossie. Podczas rozgrywanych trzy lata później mistrzostw świata juniorów w Cardronie  był ósmy w gigancie równoległym (PGS).
W zawodach Pucharu Świata zadebiutował 13 grudnia 2018 roku w miejscowości Carezza, zajmując 21. miejsce w gigancie równoległym. Na podium zawodów tego cyklu po raz pierwszy stanął 14 grudnia 2019 roku w Cortina d’Ampezzo, kończąc rywalizację w PGS na trzeciej pozycji. W zawodach tych wyprzedzili go jedynie Włoch Roland Fischnaller i Lee Sang-ho z Korei Południowej. W klasyfikacji końcowej PGS w sezonie 2020/2021 zajął drugie miejsce.
Podczas mistrzostw świata w Rogli zajął 9. miejsce w gigancie równoległym i 36. miejsce w gigancie równoległym.

## Osiągnięcia

### Mistrzostwa świata
| Miejsce | Dzień   | Rok  | Miejscowość | Konkurencja       | Zwycięzca       |
| ------- | ------- | ---- | ----------- | ----------------- | --------------- |
| 9.      | 1 marca | 2021 | Rogla       | Gigant równoległy | Dmitrij Łoginow |
| 36.     | 2 marca | 2021 | Rogla       | Slalom równoległy | Benjamin Karl   |

### Puchar Świata

#### Miejsca w klasyfikacji generalnej PAR
- sezon 2018/2019: 42.
- sezon 2019/2020: 15.
- sezon 2020/2021: 9.
- sezon 2021/2022:

#### Miejsca na podium w zawodach
1. Cortina d’Ampezzo – 14 grudnia 2019 (gigant równoległy) – 3. miejsce
2. Scuol – 9 stycznia 2021 (gigant równoległy) – 1. miejsce
3. Bannoje – 6 lutego 2021 (gigant równoległy) – 2. miejsce